# Leki nasenne
Leki nasenne – preparat farmakologiczny lub produkt spożywczy, mający za zadanie ułatwienie zaśnięcia osobom charakteryzującym się trudnościami z zasypianiem, częstym budzeniem się podczas snu czy zbyt krótkim okresem snu.
Środek nasenny pochodzenia farmakologicznego z reguły jest dostępny w tabletkach, rzadziej w innej formie. Powoduje szybsze zasypianie i spokojniejszy głęboki sen. Stosowany jako środek zapobiegawczy może spowodować niekorzystne zmiany w podłożu fizycznym i psychicznym w organizmie a w skrajnym przypadku doprowadzić do uzależnienia. Przedawkowanie leków nasennych może prowadzić do śpiączki lub nawet śmierci.